# Île Saint-Louis

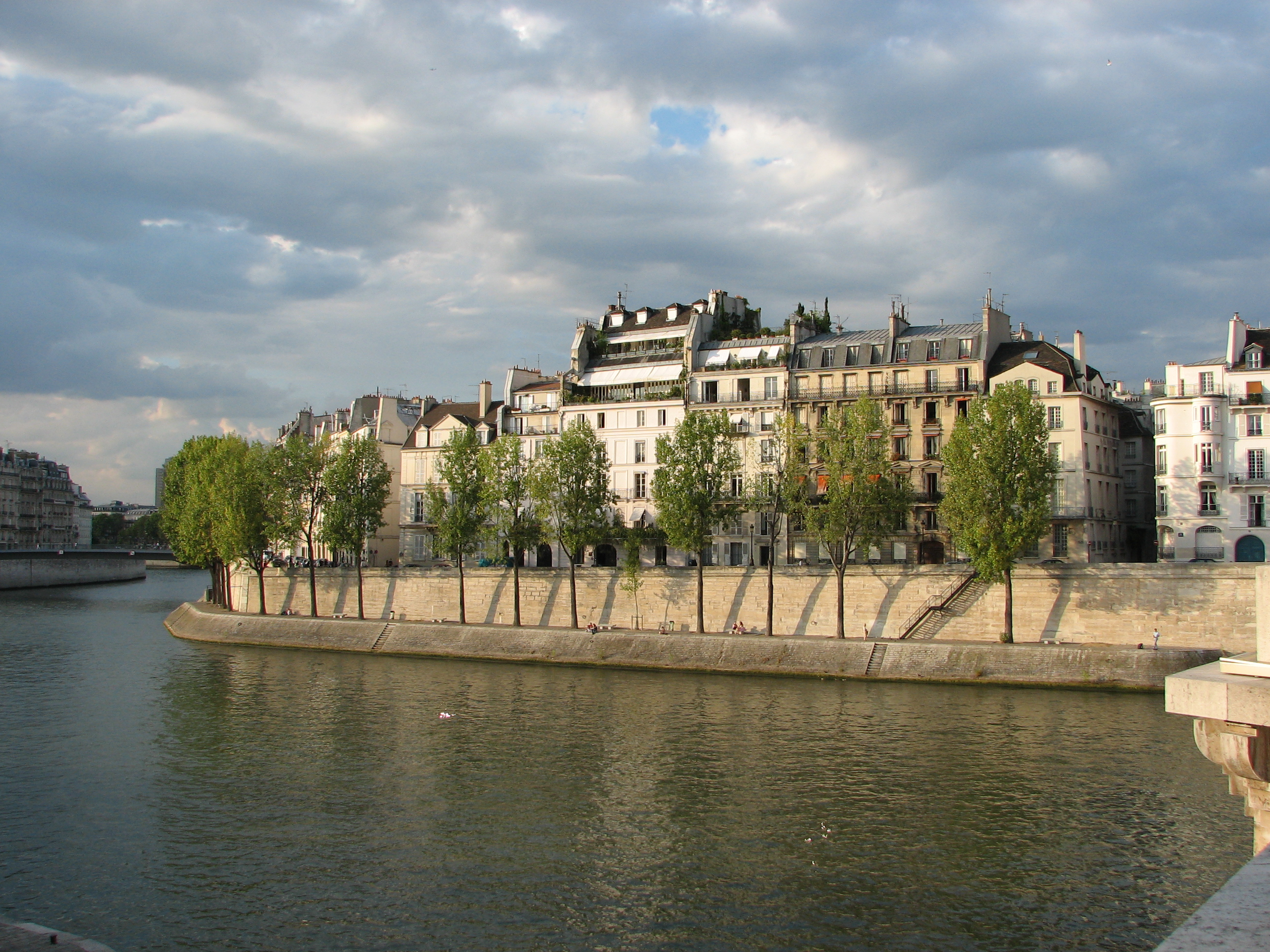
O sul da ilha, com o Quai d'Orléans, visto da Ponte de la Tournelle.

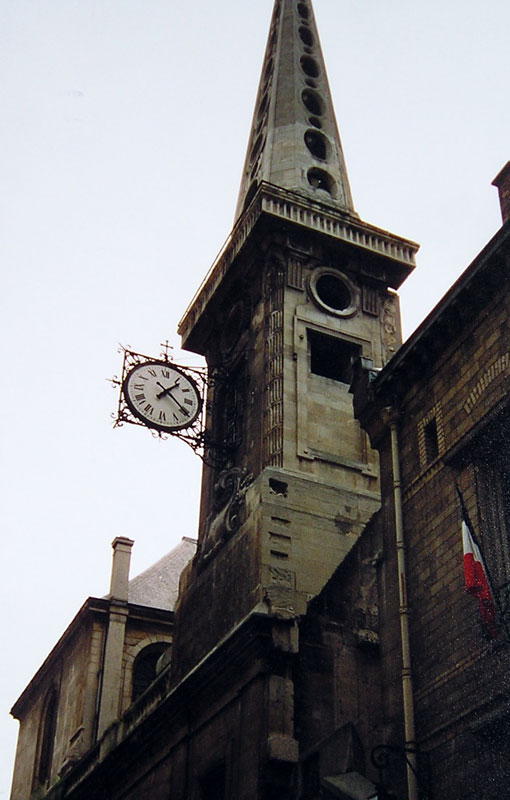
A igreja de Saint-Louis-en-l'Île.

A île Saint-Louis (em português, "ilha de São Luís") é uma ilha situada em pleno coração de Paris, no 4.° arrondissement, atrás da Catedral de Notre-Dame de Paris. Foi assim denominada em homenagem a Luís IX, tendo sido renomeada île de la Fraternité ("ilha da Fraternidade"), durante a Revolução francesa.
Anteriormente apelidada "ilha dos palácios", em razão do grande número de mansões ali existentes, resultou da reunião da île aux Vaches (ilha das Vacas), a leste, com a ilha de Notre Dame, a oeste. Começou a ser urbanizada durante o reinado de Henrique IV .
Está ligada à Île de la Cité pela ponte Saint-Louis, inaugurada em 1970.

Île Saint-Louis, 2021.

## Alguns habitantes famosos da ilha
- Charles Baudelaire que ali residiu entre 1842 e 1845, no quai de Béthune, (depois quai d'Anjou)
- Camille Claudel, de 1899 a 1913.
- Léon Blum durante os anos do Front populaire.
- Georges Pompidou e sua mulher Claude.
- O compositor Henri Dutilleux
- O compositor r intérprete Georges Moustaki
- O ator Jean-Claude Brialy
- O compositor e intérprete brasileiro Chico Buarque